# Eduard Wagner (Kartograf)
Eduard Wagner (* 25. März 1811 in Darmstadt; † 23. August 1885 ebenda) war ein deutscher Kartograf.

## Leben
Eduard Wagner war der Sohn eines Kriegsministerialsekretärs. Von 1827 bis 1831 absolvierte er eine Lehre bei der Großherzoglich-Hessischen Staatslithographie. Er arbeitete an der topographischen Karte des Großherzogtums Hessen im Maßstab 1 : 25.000 mit. Ab 1832 war er in Gotha an der Erstellung des „Atlas der deutschen Bundesstaaten“ für den Erfurter Verlag der Müllerschen Buchhandlung beteiligt, der bei Carl Hellfarth in Gotha gedruckt wurde. Er gestaltete neun von 55 Blätter nach den Vorlagen des Herrn von Witzleben. Am 1. November 1835 gründete er eine Anstalt in Darmstadt unter seinem Namen, vorerst ohne eigenen Druckbetrieb. Seit dem 14. November 1841 gab es eine Geschäftsverbindung mit dem damaligen Buchhändler Karl Baedeker. 1865 lernte er in Gotha Ernst Debes kennen, der ihm half, Zeichnungen vor allem für die Baedeker-Reiseführer anzufertigen.
Eduard Wagner ist der Vater des Kartographen Heinrich Wagner.

## Werke
- 1836 zwei historische Karten des Römischen Reiches (westliche und östliche Hälfte) von je 42,0 × 52,0 cm und ein Plan von Darmstadt
- 1836 Plan der Residenz Darmstadt[1]
- 1840 Schulatlas der Welt mit 28 Karten, der bis 1870 der deutsche Schulatlas war. Erstmalige Trennung von Tiefland (grün), Meere/Flüsse (blau) und Gebirge (braun) auf einer Druckplatte. Das Format der Karten betrug 20,5 × 27,0 cm
- Lithographierte Pläne der Städte Mainz, Köln, Frankfurt am Main[2] und Straßburg für Baedekers Rhein-Reiseführer
- Karten und Illustrationen für sämtliche Reiseführer Baedekers: alle Deutschlandbände, Belgien/Holland, Paris, London, Schweiz, Italien. Seine Zeit reichte nicht für alle Aufträge Baedekers, weshalb er die Lithographen Heinrich Kiepert aus Berlin und Henry Lange aus Leipzig anstellte
- Illustration von „Leeders Bibelatlas“ und von Wandkarten von Europa, Deutschland und Palästina für Zacharias Gerhard Dietrich Baedeker in Essen
- Illustrationen zum Dithmarschen Geschichtsatlas für Winters Verlag in Heidelberg
- 1868 Karten für den Atlas von Blasius Kozenn im Verlag Ed. Hölzel in Olmütz